# 질 헤네시
질 헤네시(영어: Jill Hennessy 질 헤너시[*], 1968년 11월 25일 ~ )는 캐나다의 배우이다.

## 출연 작품

### 영화
- 데드 링거 (1988)
- 로보캅 3 (1993)
- 페이퍼 (1994)
- 나는 앤디 워홀을 쏘았다 (1996)
- 모스트 원티드 (1997)
- 베이비 클리닉 (1997, A Smile Like Yours)
- 인도식 팝콘 (1999, Chutney Popcorn)
- 두 명의 니나 (1999, Two Ninas)
- Row Your Boat (1999)
- 몰리 (1999)
- 코모도 (1999)
- 뉴욕의 가을 (2000) - 린 매콜 역
- 엑시트 운즈 (2001)
- 파이프 드림 (2002, Pipe Dream)
- Love in the Time of Money (2002)
- 애비 싱어 (2003, Abby Singer) - 카메오
- 거친 녀석들 (2007)
- Game of Life (2007)
- 라임라이프 (2008, Lymelife)
- Small Town Murder Songs (2010)
- Roadie (2010)
- 돈 라이더: 분노의 총잡이 (2012, Dawn Rider)
- If I Had Wings (2013)
- 돈 슬립 (2017, Don't Sleep)
- 크립토 (2019, Crypto) - 로빈 역

### 텔레비전
- 13일의 금요일: 더 시리즈 (1989-90)
- 로앤오더 (1993-96)
- 뉘른베르크 (2000, Nuremberg)
- 크로싱 조던 (2001-07)
- Last Call with Carson Daly (2002-07) - 초대손님
- 라스베가스 (2004-06)
- Jackie, Ethel, Joan: The Women of Camelot (2011)
- 장르노의 8구역 (2013, Jo)
- Shots Fired (2017)